# Từ đồng âm trong tiếng Việt
Từ đồng âm trong tiếng Việt là những từ phát âm giống nhau hay cấu tạo âm thanh giống nhau, nhưng nghĩa, từ loại hoàn toàn khác nhau (gọi ngắn gọn là đồng âm khác nghĩa hay đồng âm dị nghĩa). Từ đồng âm xuất hiện nhiều trong tiếng Việt. Từ đồng âm rất dễ bị nhầm với từ nhiều nghĩa vì từ nhiều nghĩa cũng là từ có các nghĩa khác nhau, nhưng nó mang tính chất gợi nghĩa (giống như ẩn dụ hoặc hoán dụ).
Các từ đồng âm khác nghĩa trong tiếng Việt khi ghi chép bằng chữ Quốc ngữ (chữ Latinh) là giống nhau vì cùng âm đọc, nhưng ghi lại bằng chữ Hán và chữ Nôm thì sẽ khác nhau vì khác nghĩa.

## Các loại đồng âm

### Đồng âm từ vựng ghi tên
Tất cả các từ đều thuộc cùng một từ loại. Ví dụ:
- Con đường này thật rộng!
- Chúng ta nên pha thêm đường.
- Con đường  này thật đẹp!
- này thật hẹp!
- Lời hát của mẹ em ngọt như đường.

### Đồng âm từ vựng - ngữ pháp
Cc từ trong nhóm đồng âm với nhau chỉ khác nhau về từ loại. Ví dụ:
- Chú ấy câu được nhiều cá quá!
- Cô đặt câu hỏi cho chúng em

### Đồng âm từ với tiếng
Ở đây, các đơn vị tham gia vào nhóm đồng âm khác nhau về cấp độ, và kích thước ngữ âm của chúng đều không vượt quá một tiếng.
Ví dụ:
- Ông ấy cười khanh khách.
- Nhà ông ấy đang có khách.
- Em bị cốc đầu.
- Cái cốc bị vỡ.

### Đồng âm với tiếng nước ngoài qua phiên dịch
Đây là các từ đồng âm với nhau qua phiên dịch như:
- Cầu thủ sút bóng.
- Sa sút phong độ

## Chơi chữ bằng từ đồng âm
Từ đồng âm trong tiếng Việt có rất nhiều cách hiểu nên nhiều khi có thể tạo ra các nghĩa bất ngờ như:
- Ruồi đậu trên mâm xôi đậu; Kiến bò lên đĩa thịt bò.
- Con ngựa đá, đá con ngựa ; Con ngựa đá không đá con ngựa (Con ngựa thật đá con ngựa làm bằng đá, con ngựa đá không đá con ngựa thật).

Một ví dụ khác:
- Hôm qua, qua bảo qua qua nhà Qua mà không thấy qua qua, hôm nay qua không bảo qua qua nhà Qua thì Qua thấy qua qua.

Trong câu văn trên:
- "Qua" viết hoa là tên riêng của một người;
- "qua" in nghiêng là cách gọi anh (ấy) của người miền Trung, xuất phát từ tiếng Mân Nam;
- "qua" để nguyên là động từ "qua" (đi qua)

## Phân biệt từ đồng âm
Các từ đồng âm trong tiếng Việt có thể phân biệt bằng các phương pháp:
- Dùng chữ Hán và chữ Nôm để biểu nghĩa.
- Lấy ví dụ để giải nghĩa (dùng từ phức, từ ghép hoặc gán từ đó vào một câu văn để miêu tả nghĩa).

Khi chữ Hán và chữ Nôm (cơ bản thuộc dạng chữ tượng hình, sau được phát triển thành văn tự ngữ tố) ở Việt Nam vẫn còn phổ biến trước thế kỷ 20, việc phân biệt từ đồng âm trong tiếng Việt là khá dễ dàng bởi khả năng biểu nghĩa tốt của hai dạng ký tự này. Do các chữ đồng âm thì khác nét viết, nên chỉ nhìn chữ là tự động hiểu nghĩa mà không cần phải giải thích. Ví dụ:
- "Đông" có các chữ Hán là 冬 (mùa "đông"),  東 (phía "đông"), 凍 ("đông" cứng); hay như "vũ" có các chữ là 宇 ("vũ" trụ), 羽 (lông "vũ"), 雨 ("vũ" phong - nghĩa là "mưa"), 武 ("vũ" khí), 舞 ("vũ" công - nghĩa là "múa").
- "Tham quan" có hai từ đồng âm khác nghĩa: 參観 (trong "đi tham quan ngắm cảnh") và 貪官  (trong "tên tham quan xấu xa").
- "Năm" trong chữ Nôm có hai chữ là 𢆥 (ghép 南+年, "năm" trong "ngày tháng năm", chữ nam 南 gợi âm, chữ niên 年 gợi nghĩa) và 𠄼 (ghép 南+五, "năm" trong "số 5", chữ nam 南 gợi âm, chữ ngũ 五 gợi nghĩa).
- Rất ít chữ mang hai nghĩa trở lên như 重 (có hai âm Hán Việt là trọng nghĩa là "nặng" và trùng nghĩa là "chồng lên, trùng nhau") hay 長 (có hai âm Hán Việt là trường nghĩa là "dài" và trưởng nghĩa là "người chỉ huy, đứng đầu"), nhưng âm đọc cho mỗi nghĩa là khác nhau, nên chúng không phải là từ đồng âm.

Tuy nhiên hiện nay chữ Quốc ngữ (thuộc dạng chữ tượng thanh) chỉ có thể biểu âm lại đang là chữ viết chính của tiếng Việt, đồng thời chữ Hán và chữ Nôm rất hiếm khi dùng, việc đồng âm khác nghĩa và hiểu sai nghĩa trong tiếng Việt đang xảy ra ở mức độ thường xuyên hơn và khá nghiêm trọng nếu không được giải thích rõ (đặc biệt là về danh từ riêng như tên người, tên địa danh). Ví dụ:
- "Đại Ngu" - quốc hiệu thời nhà Hồ, nếu không giải thích thì sẽ thường bị hiểu theo một nghĩa rất xấu. Chữ Ngu (虞) trong quốc hiệu Đại Ngu (大虞) có nghĩa là "sự yên vui, hòa bình", khác với chữ Ngu (愚) mang nghĩa là "ngu ngốc" (hai chữ "ngu" này viết chữ Hán là khác nhau).[1]
- Nhiều người Việt hiện nay đang hiểu nhầm họ Tôn (孫) và họ Tôn Thất (尊室), hay họ Âu (區) và họ Âu Dương (歐陽) là cùng một họ (có thể thấy các chữ Hán đồng âm của các dòng họ là khác nhau).
- Chữ thị (氏) trong nhiều tên phụ nữ Việt Nam có nghĩa là "thị tộc", "thuộc dòng họ" (như Phan thị - "họ Phan"). Tuy nhiên nhiều người Việt hiện nay không hiểu nghĩa đúng của chữ thị này nên hay "đoán mò" theo nghĩa khác như thị (市) trong "siêu thị (chợ), thành thị", thị (柿) trong "quả thị", thị (侍) trong "thị vệ, thị nữ", thị (示) trong "biểu thị", thị (視) trong "thị lực", thị (是) trong "thị phi, đích thị",...
- Tỉnh Vĩnh Long viết theo chữ Hán là 永隆 (Vĩnh trong vĩnh viễn, vĩnh hằng, nghĩa là "mãi mãi"; Long trong long trọng, nghĩa là "thịnh vượng, giàu có"). Tên Vĩnh Long thể hiện mong muốn nơi đây luôn được thịnh vượng.[2] Tuy nhiên do không hiểu nghĩa, một bộ phận giới trẻ giải nghĩa là "Vĩnh Dragon" (không biết nghĩa của chữ Vĩnh và nhầm với chữ Long 龍 mang nghĩa là "rồng").[3]
- Tại Asian Cup 2019 khi Việt Nam gặp Nhật Bản ở trận tứ kết, cầu thủ bóng đá nổi tiếng Dōan Ritsu của Nhật Bản bị nhận là "người gốc Việt", do họ của anh (Dōan) với họ Đoàn và họ Doãn viết theo chữ Latinh không dấu là giống nhau: DOAN.[4] Trong tiếng Nhật, họ "Dōan" của Dōan Ritsu viết theo Kanji là 堂安 (Đường-An); còn trong tiếng Việt, chữ Hán của họ Đoàn là 段, của họ Doãn là 尹. Họ Đường-An của Nhật Bản cũng không liên quan gì tới họ Đường (唐). Các chữ Hán khác nhau giúp các dòng họ được phân biệt rõ ràng với nhau, ngược lại vì không biết chữ Hán mà chỉ coi thấy chữ Latinh viết giống nhau đã khiến người Việt "thấy người sang bắt quàng làm họ".

Trong tiếng Việt, có những tên, từ vựng hay câu nói quen thuộc mà chỉ dùng chữ Quốc ngữ thì không đủ để giải thích rõ ràng được (như "kim tự tháp", "hình chữ nhật", "hội chữ thập đỏ", "mặt vuông chữ điền", "vắt chân chữ ngũ", "hào khí Đông A",...), vì những thứ này xuất phát từ việc mô tả theo chữ Hán và chữ Nôm mà ra, nên phải dùng thêm dạng ký tự này mới giải thích rõ được.

Những vấn đề về từ đồng âm khác nghĩa và hiểu sai nghĩa do chỉ dùng chữ Quốc ngữ mà không sử dụng kèm theo chữ Hán và chữ Nôm, đã từng được Giáo sư Cao Xuân Hạo đề cập đến trong các tác phẩm về ngôn ngữ học của ông như "Tiếng Việt - Văn Việt - Người Việt" hay "Tiếng Việt – Mấy vấn đề ngữ âm, ngữ pháp và ngữ nghĩa":
"...Nhược điểm của chữ Quốc ngữ không phải ở chỗ nó chưa thật là một hệ thống phiên âm âm vị học, mà chính là ở chỗ nó có tính chất thuần tuý ghi âm, và hoàn toàn bất lực trước nhiệm vụ biểu hiện nghĩa mà lẽ ra nó phải đảm đương, và nhược điểm ấy lộ rõ nhất và tai hại nhất là trong các từ đồng âm vốn có rất nhiều trong tiếng Việt...Bỏ chữ Hán và chữ Nôm là một tai hoạ không còn hoán cải được nữa, nhưng ta có thể bổ cứu cho sự mất mát này bằng cách dạy chữ Hán như một môn học bắt buộc ở trường phổ thông..."
Việc chữ Hán có khả năng bổ nghĩa rõ ràng, giúp tránh đồng âm khác nghĩa là lý do chính khiến Nhật Bản quyết định không loại bỏ Kanji trong văn tự chính thức của tiếng Nhật mặc dù đã có hai dạng ký tự biểu âm là Hiragana và Katakana. Tương tự với Hàn Quốc khi cho giảng dạy và sử dụng Hanja để bổ nghĩa cho tiếng Hàn mặc dù đã có chữ biểu âm Hangul.